# Syspira synthetica
Syspira synthetica là một loài nhện trong họ Miturgidae.
Loài này thuộc chi Syspira. Syspira synthetica được Ralph Vary Chamberlin miêu tả năm 1924.